# Marihuana (película de 1936)
Marihuana es una película del género exploitation dirigida por Dwain Esper y escrita por su esposa, Hildegarde Stadie.

## Trama
Burma es una joven confundida a la que le gusta la fiesta. Un día, conoce a unos de extraños en un bar, quienes la invitan a ella y a sus amigas a una fiesta. Ella asiste con su grupo y si bien todos beben alcohol, sólo ellas fuman marihuana sin saberlo y ríen. Sus amigas continúan con esta actividad mientras que Burma hace el amor con su novio en la playa, lo que hace que se embarace. Una de las chicas se desmaya y sus amigas deciden mantener los detalles del evento en secreto. Cuando Burma se entera de que está embarazada presiona a su novio para casarse con él. Él dice que todo saldrá bien y se dirige a los extraños para pedirles trabajo con el fin de mantener a su nueva familia. Uno de los desconocidos le manda descargar drogas traídas de contrabando desde cierto barco en el puerto. La policía encuentra dicha nave, persigue a los traficantes y mata de un tiro al novio de Burma. Una vez que ella se entera de todo esto huye de su casa, da a su hijo en adopción y se convierte en una narcotraficante, además de consumir drogas duras como la heroína. Hacia el final de la película, Burma idea un plan para secuestrar y liberar al hijo adoptivo de su hermana por cincuenta dólares, pero luego descubre que es su propio hijo.